# Richard Vaughan (évêque)
Richard Vaughan (vers 1550 - 30 mars 1607) est un évêque gallois de l'Église d'Angleterre.

## Biographie
Son père est Thomas ap Robert Fychan de Nyffryn, Llyn dans le Caernarvonshire. Il fait ses études à St John's College de l'université de Cambridge, où il obtient son Bachelor of Arts en 1574, son Master of Arts en 1577, et son doctorat en théologie en 1589. Il devient chapelain de l'évêque de Londres, John Aylmer, qui était peut-être un parent à lui.
Puis il exerce comme recteur à Chipping Ongar de 1578 à 1580, à Little Canfield en 1580, à Great Dunmow et à Moreton dans l'Essex en 1592, et enfin à Stanford Rivers en 1594,,. Il devient évêque de Bangor en 1595, évêque de Chester en 1597, et finalement évêque de Londres de 1604 jusqu'à sa mort en 1607.
Il est de tendance calviniste, et en 1606 il autorise la traduction réalisée par Robert Hill de l'ouvrage Institutiones Theologicae de Guillaume Du Buc (Gulielmus Bucanus) de Lausanne,. En tant qu'évêque de Londres, il est généralement bien disposé envers le clergé puritain modéré, mais c'est lui qui décide de la suspension du prêcheur Stephen Egerton.